# Hildebrecht Hommel
Hildebrecht Hommel (* 19. Mai 1899 in München; † 16. Januar 1996 in Ebenhausen) war ein deutscher Klassischer Philologe.

## Leben
Hildebrecht Hommel, der Sohn des Orientalisten Fritz Hommel (1854–1936), studierte nach Abitur (1917) und Kriegsdienst ab 1918 Klassische Philologie an den Universitäten zu Berlin (bei Hermann Diels, Eduard Norden und Ulrich von Wilamowitz-Moellendorff) und München, wo er 1924 zum Dr. phil. promoviert wurde. Während seines Studiums wurde er 1919 in München Mitglied der Schwarzburgbund-Verbindung Herminonia. Von 1927 bis 1937 war er Staatsbibliothekar an der Universitätsbibliothek Würzburg. 1932 habilitierte er sich an der Universität Würzburg für Klassische Philologie. 
Nach einer Lehrstuhlvertretung an der Universität Gießen 1936/37 nahm er 1937 einen Ruf auf den Lehrstuhl des 1935 entlassenen Otto Regenbogen in Heidelberg an, den Hommel bereits 1935/36 vertreten hatte. In Heidelberg war Hommel zunächst außerordentlicher Professor, ab dem 8. Oktober 1941 ordentlicher Professor für Klassische Philologie. 
Er war Mitglied der SA (Scharführer seit 1936) sowie des NSDDB seit 1939. Am 21. Mai 1937 beantragte Hommel die Aufnahme in die NSDAP und wurde rückwirkend zum 1. Mai desselben Jahres aufgenommen (Mitgliedsnummer 4.270.767). Er wurde 1945 von der amerikanischen Besatzungsmacht entlassen. Von 1948 bis 1955 lehrte er als Gastprofessor an der Kirchlichen Hochschule Berlin.

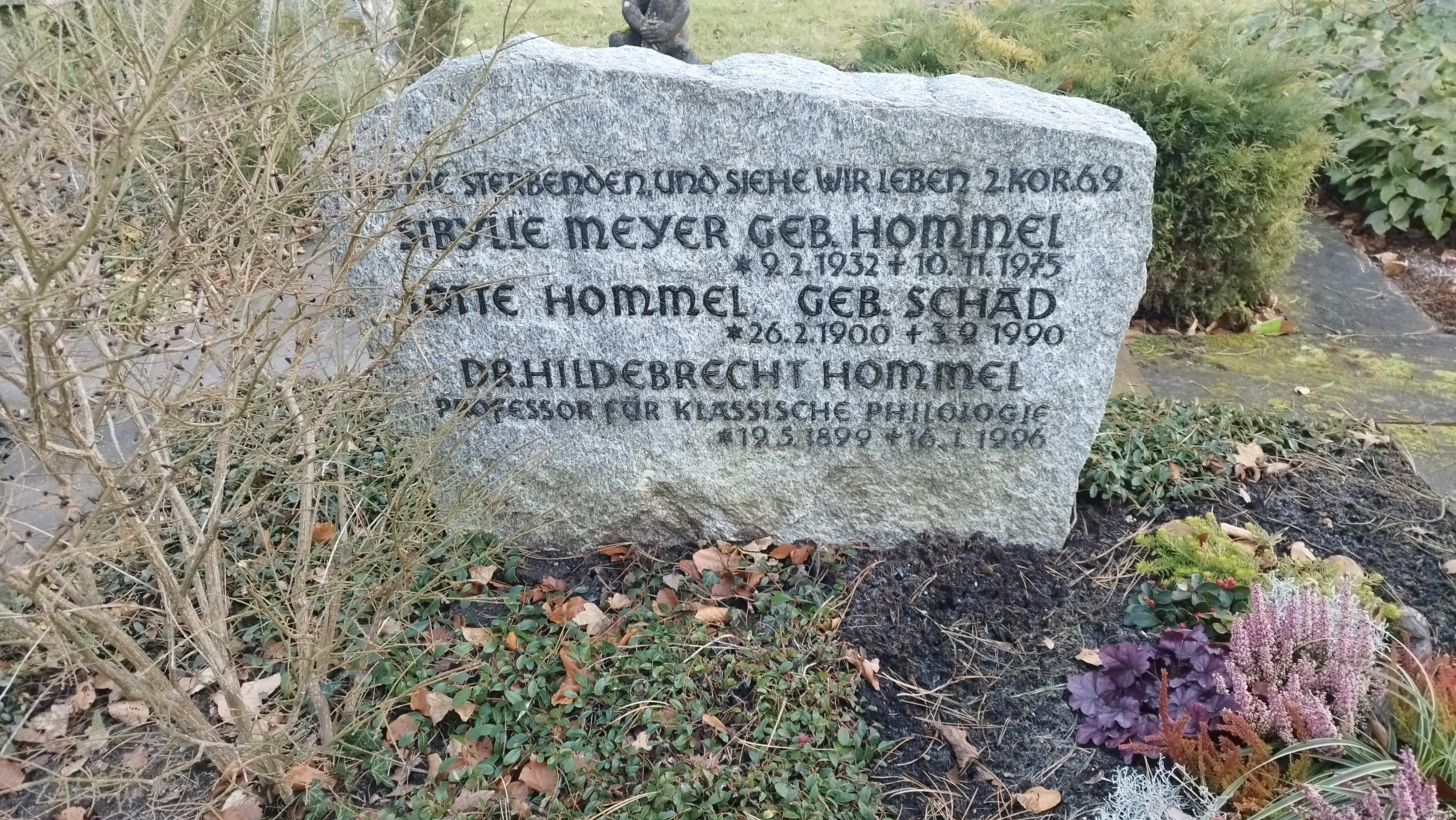
Grabstein von Hildebrecht und Lotte Hommel sowie ihrer Tochter Sibylle auf dem Bergfriedhof Tübingen

Von 1955 bis 1964 war Hommel wieder Professor für Klassische Philologie, und zwar an der Eberhard Karls Universität Tübingen als Nachfolger von Otto Weinreich. Mit seinem Kollegen Ernst Zinn gründete er die Schriftenreihe Spudasmata.
Für seine Forschung auf dem Gebiet der römischen Religion erhielt Hommel die Ehrendoktorwürde der Kirchlichen Hochschule Berlin.
Sein Sohn war der Klassische Archäologe Peter Hommel.

## Schriften (Auswahl)
- Staatsbürgerliche Erziehung und politische Propädeutik. Hueber, München 1925.
- Heliaia. Untersuchungen zur Verfassung und Prozessordnung des athenischen Volksgerichts, insbesondere zum Schlussteil der Athenaion politeia des Aristoteles. Dieterich, Leipzig 1927 (Philologus. Supplement-Band 19,2).
- Metoikoi. Terminologie, Geschichte und System des athenischen Beisassenrechts. Würzburg 1931.
- Die Bildkunst des Tacitus. Kohlhammer, Stuttgart 1936 (Würzburger Studien zur Altertumswissenschaft, Band 9,1).
- Horaz. Der Mensch und das Werk. Kerle, Heidelberg 1950.
- Schöpfer und Erhalter. Studien zum Problem Christentum und Antike. Lettner-Verlag, Berlin 1956.
- (als Hrsg.): Wege zu Aischylos. zwei Bände, Wissenschaftliche Buchgesellschaft, Darmstadt 1974 (Wege der Forschung, Band 87 und 465), ISBN 3-534-03402-3 und ISBN 3-534-06846-7.
- Symbola. Kleine Schriften zur Literatur- und Kulturgeschichte der Antike. zwei Bände, Olms, Hildesheim 1976/1988 (Collectanea, Band 5), ISBN 3-487-04734-9 und ISBN 3-487-07997-6.
- Sebasmata. Studien zur antiken Religionsgeschichte und zum frühen Christentum. zwei Bände, Mohr, Tübingen 1983/1984 (Wissenschaftliche Untersuchungen zum Neuen Testament, Band 31/32), ISBN 3-16-144722-0 und ISBN 3-16-144723-9.
- Goethestudien. Winter, Heidelberg 1989 (Abhandlungen der Heidelberger Akademie der Wissenschaften, Philosophisch-Historische Klasse, Jg. 1989, Band 1), ISBN 3-533-04067-4.